# 9 Dywizja Piechoty (USA)
9 Dywizja Piechoty (ang. 9th Infantry Division) – amerykańska dywizja piechoty; walczyła w II wojnie światowej i w wojnie wietnamskiej.  

## Historia
Sformowana po raz pierwszy 1 sierpnia 1940 w przededniu przystąpienia Stanów Zjednoczonych do II wojny światowej. W listopadzie 1942 uczestniczyła w operacji Torch, następnie walczyła w Tunezji. 9 sierpnia 1943 wylądowała na Sycylii w okolicach Palermo, podczas operacji Husky.  Następnie dywizja została przeniesiona do Wielkiej Brytanii i 10 czerwca 1944 została wyładowana na plaży Utah w Normandii. Uczestniczyła w szturmie Cherbourga, w amerykańskim przełamaniu niemieckiej obrony pod Saint-Lô, i w bitwie pod Falaise. Jesienią 1944 walczyła w bitwie o las Hurtgen i nad rzeką Rur. W marcu 1945 wzięła udział w walkach na przyczółku w Remagen. Zakończyła wojnę w okolicach dzisiejszego Dessau-Roßlau.
Dywizja została rozwiązana 15 stycznia 1947 i reaktywowana 15 lipca 1947 jako jednostka szkoleniowa.  W latach 1954–1956 służyła w Niemczech, następnie stacjonowała w Fort Carson. Została rozwiązana po raz kolejny 31 stycznia 1962.
Aktywowana ponownie w latach 1966–1969, a jej oddziały walczyły w wojnie wietnamskiej.
Dywizję utworzono ponownie w 1972 w Fort Lewis, gdzie stacjonowała do rozwiązania w 1991.  Była jednostką eksperymentalną używającą najnowszych technologii walki.

## Linki zewnętrzne

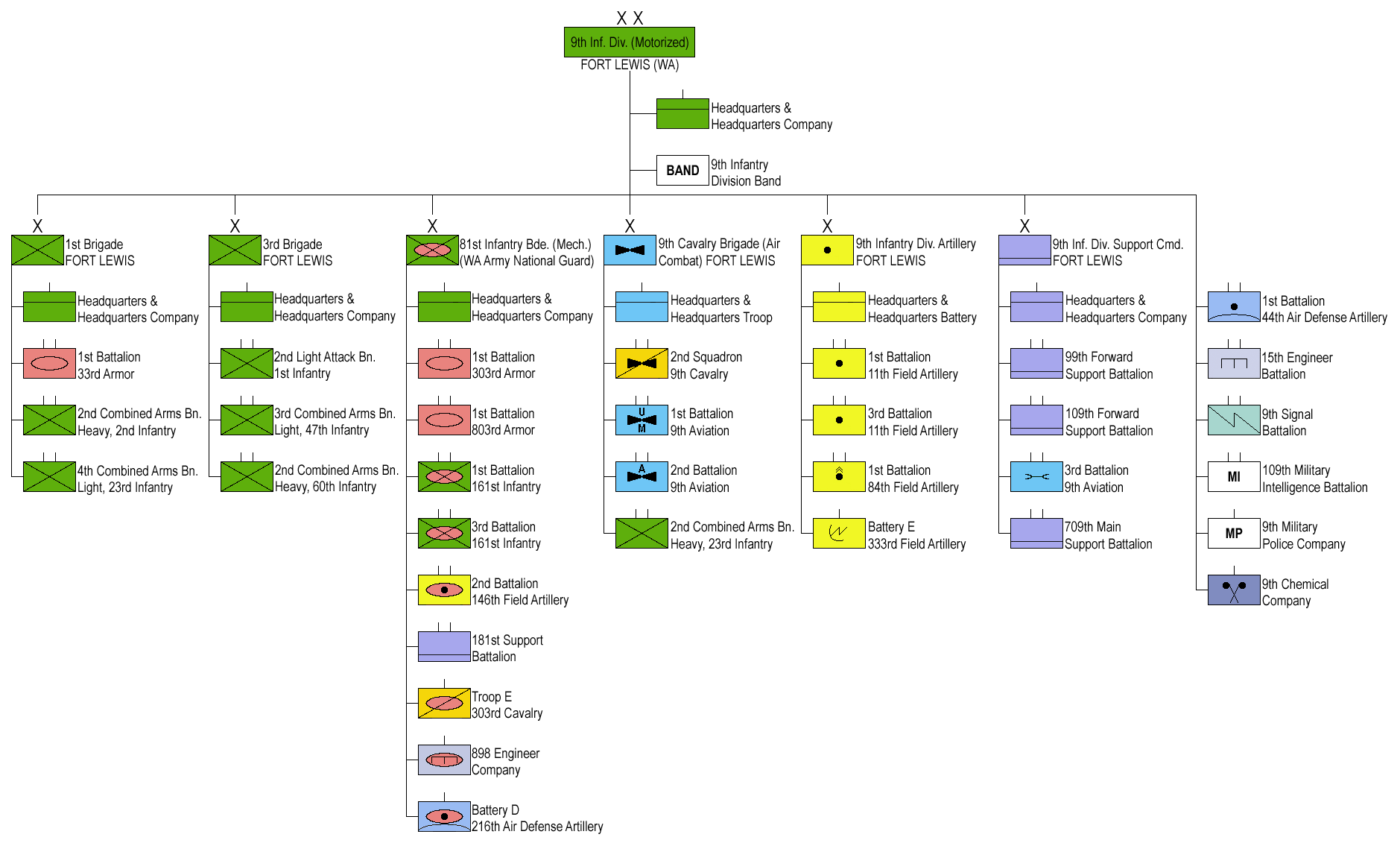
Organizacja dywizji w 1989